# Джуліо Скарніччі
Джуліо Скарніччі (італ. Giulio Scarnicci; 5 травня 1913, Флоренція — 13 липня 1973, Рим) — італійський драматург і сценарист.
В перекладах на різні мови п'єси «Caviale e lenticchie» (дослівно «Ікра і сочевиця», в українському перекладі — «Моя професія — синьйор з вищого світу» В. Гримича) зустрічається варіант його імені Джуліо Скарначчі.

## Загальні відомості
За його сценаріями знято понад тридцять фільмів, зокрема фільм жахів 1960 року «Мій друг, доктор Джекіль» (пародія на роман «Химерна пригода з доктором Джекілом та містером Гайдом» Роберта Стівенсона).
В Україні відомий як співсценарист (разом з Ренцо Тарабузі) популярної п'єси «Моя професія — синьйор з вищого світу», яка ставилася в різних театрах країни. Також за мотивами цієї п'єси знято український кінофільм «Мільйон у шлюбному кошику» (1985).

## Пам'ять
З 2006 року в Флоренції щодворічно присуджується Премія імені Скарніччі і Тарабузі «Il Troncio» за значні досягнення в розвитку італійського шоу-бізнесу. Серед лауреатів цієї премії популярний телеведучий Карло Конті.

## Фільмографія
- «Мільйон у шлюбному кошику» (1985)
- «Рефері» режисера Луїджі Філіппо д'Аміко (1974)
- «Рабиня для всіх, крім тебе» режисера Джорджіо Капітані (1973)
- «Перелітний птах» режисера Стено (1972)
- «Страх з косими очима» режисера Стено (1972)
- «Вікінги прийшли з півдня» режисера Стено (1971)
- «Справа Коза Ностра» режисера Стено (1971)
- «Armiamoci e partite!» режисера Нандо Чічеро (1971)
- «Пересадка» режисера Стено (1970)
- «Свисток в носі» режисера Уго Тоньяцці (1967)
- «Чужа жінка завжди красивіша» режисера Маріно Джироламі (1963)
- «Його жінка» режисера Уго Тоньяцці (1961)
- «Мій друг, доктор Джекіль» режисера Маріно Джироламі (1960)
- «Два сержанти» режисера Карло Альберто К'єза (1951)